# Mont Marcus Baker
Le mont Marcus Baker est un sommet d'Alaska s'élevant à 4 016 mètres d'altitude et constituant le point culminant des montagnes Chugach. Initialement nommé mont Saint Agnes par James W. Bagley (en) en hommage à sa femme, il est rebaptisé en l'honneur du cartographe Marcus Baker.